# Tomen y Mur

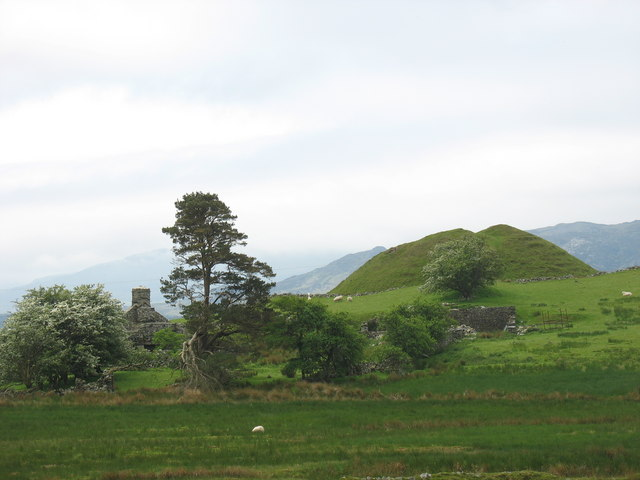
Tomen y Mur

Tomen y Mur ist der Name eines archäologischen Fundortes an der A470, nordöstlich des Llyn Trawsfynydd in Gwynedd, Wales. 
Etwa im Jahre 78 errichtete dort Gnaeus Iulius Agricola ein römisches Kastell. Unter Kaiser Hadrian wurde die Fläche um das Jahr 110 verkleinert und mit Steinmauern umgeben, 30 Jahre später wurde sie von den Soldaten verlassen. Das Militärlager war mit einem Amphitheater ausgestattet, von dem noch Reste als ovaler Wall von 30 × 37 Metern erkennbar sind. Auch ein Kastellbad konnte nachgewiesen werden.
Ein Jahrtausend später entstand eine Motte der Normannen an dieser Stelle. 